# Sulzdorf an der Lederhecke
Sulzdorf an der Lederhecke är en kommun och ort i Landkreis Rhön-Grabfeld i Regierungsbezirk Unterfranken i förbundslandet Bayern i Tyskland.
Kommunen ingår i kommunalförbundet Bad Königshofen im Grabfeld tillsammans med köpingen Trappstadt och kommunerna Aubstadt, Großbardorf, Herbstadt, Höchheim och Sulzfeld.